# Тайгета
Тайге́та (грец. Ταϋγέτη) — дочка Атланта, одна з плеяд. Від Зевса народила Лакедемона.